# P-82 Twin Mustang
North American P-82 Twin Mustang a fost ultimul avion de vânătoare propulsat de motoare cu piston comandat în producție de U.S.A.F. Bazat pe avionul P-51 Mustang, P-82 a fost inițial proiectat ca un avion de vânătoare de escortă cu rază lungă în al Doilea Război Mondial, rolul său postbelic fiind schimbat în cel de vânătoare de noapte. Avioanele P-82 echipate cu radar au fost folosite mult de Comandamentul de Apărare Aeriană ca înlocuitoare pentru avionul de vânătoare de noapte P-61 Black Widow („văduva neagră”).